# Израиль на Европейских играх 2019
Израиль на II Европейских играх, которые проходят с 21 по 30 июня 2019 года в столице Белоруссии городе Минске, был представлен 35 спортсменами.

## Медали
| Золото  |                 |                                                        |         |
| №       | Спортсмены      | Вид спорта (дисциплина)                                | Дата    |
| 1       | Линой Ашрам     | Художественная гимнастика (мяч)                        | 23 июня |
| 2       | Линой Ашрам     | Художественная гимнастика (булавы)                     | 23 июня |
| 3       | Сергей Рихтер   | Стрельба (пневматическая винтовка, 10 метров, мужчины) | 24 июня |
| Серебро |                 |                                                        |         |
| №       | Спортсмены      | Вид спорта (дисциплина)                                | Дата    |
| 1       | Линой Ашрам     | Художественная гимнастика (индивидуальное многоборье)  | 22 июня |
| 2       | Линой Ашрам     | Художественная гимнастика (лента)                      | 23 июня |
| 3       | Ли Кохман       | Дзюдо (до 90 кг, мужчины)                              | 24 июня |
| Бронза  |                 |                                                        |         |
| №       | Спортсмены      | Вид спорта (дисциплина)                                | Дата    |
| 1       | Миша Зильберман | Бадминтон (одиночный разряд, мужчины)                  | 29 июня |

## Состав сборной и результаты

### Бадминтон
Одиночный разряд
| Соревнование | Спортсмены         | Групповой этап | Групповой этап | Групповой этап | Групповой этап | 1/8 финала | 1/4 финала | 1/2 финала | Финал | Итоговое место |
| Соревнование | Спортсмены         | 1 матч         | 2 матч         | 3 матч         | Место          | 1/8 финала | 1/4 финала | 1/2 финала | Финал | Итоговое место |
| ------------ | ------------------ | -------------- | -------------- | -------------- | -------------- | ---------- | ---------- | ---------- | ----- | -------------- |
| мужчины      | Миша Зильберман    | Группа         | Группа         | Группа         | Группа         |            |            |            |       |                |
| мужчины      | Миша Зильберман    |                |                |                |                |            |            |            |       |                |
| женщины      | Ксения Поликарпова | Группа         | Группа         | Группа         | Группа         |            |            |            |       |                |
| женщины      | Ксения Поликарпова |                |                |                |                |            |            |            |       |                |

Парный разряд
| Соревнование | Спортсмены                          | Групповой этап | Групповой этап | Групповой этап | Групповой этап | 1/4 финала | 1/2 финала | Финал | Итоговое место |
| Соревнование | Спортсмены                          | 1 матч         | 2 матч         | 3 матч         | Место          | 1/4 финала | 1/2 финала | Финал | Итоговое место |
| ------------ | ----------------------------------- | -------------- | -------------- | -------------- | -------------- | ---------- | ---------- | ----- | -------------- |
| мужчины      |                                     | Группа         | Группа         | Группа         | Группа         |            |            |       |                |
| мужчины      |                                     |                |                |                |                |            |            |       |                |
| женщины      |                                     | Группа         | Группа         | Группа         | Группа         |            |            |       |                |
| женщины      |                                     |                |                |                |                |            |            |       |                |
| микст        | Миша Зильберман Светлана Зильберман | Группа         | Группа         | Группа         | Группа         |            |            |       |                |
| микст        | Миша Зильберман Светлана Зильберман |                |                |                |                |            |            |       |                |

### Бокс
| \| Имя \| Рост, см \| Вес, кг \| Дата рождения \| Место рождения \| Дисциплина \| Этап соревнований \| Место \| \| ---------------- \| -------- \| ------- \| ------------- \| -------------- \| ---------- \| ----------------- \| ----- \| \| Давид Алавердян \| 163 \| - \| 26.06.1993 \| - \| 49 кг \| \| \| \| Мирослав Капулер \| 174 \| - \| 28.04.1997 \| - \| 69 кг \| \| - \| |          |         |               |                |            |                   |       |
| Имя | Рост, см | Вес, кг | Дата рождения | Место рождения | Дисциплина | Этап соревнований | Место |
| Давид Алавердян | 163      | -       | 26.06.1993    | -              | 49 кг      |                   |       |
| Мирослав Капулер | 174      | -       | 28.04.1997    | -              | 69 кг      |                   | -     |

### Борьба

#### Вольная борьба (мужчины)
| \| Имя \| Рост, см \| Вес, кг \| Дата рождения \| Место рождения \| Дисциплина \| Этап соревнований \| Место \| \| -------------- \| -------- \| ------- \| ------------- \| -------------- \| ---------- \| ----------------- \| ----- \| \| Ури Калашников \| 185 \| 86 \| 04.10.1998 \| \| 86 кг \| \| \| |          |         |               |                |            |                   |       |
| Имя | Рост, см | Вес, кг | Дата рождения | Место рождения | Дисциплина | Этап соревнований | Место |
| Ури Калашников | 185      | 86      | 04.10.1998    |                | 86 кг      |                   |       |

### Велоспорт

#### Шоссейный велоспорт
Мужчины
| Соревнование     | Спортсмены     | Время    | Место | Отставание |
| ---------------- | -------------- | -------- | ----- | ---------- |
| групповая гонка  | Итамар Эйнгорн |          | 23    | 54         |
| групповая гонка  | Рои Гольдштейн |          | 25    | 54         |
| раздельная гонка | Итамар Эйнгорн | 36:47.23 | 27    |            |

Женщины
| Соревнование     | Спортсмены      | Время    | Место | Отставание |
| ---------------- | --------------- | -------- | ----- | ---------- |
| групповая гонка  | Ротем Гафинович |          | 24    | 11         |
| групповая гонка  | Омер Шапира     |          | 64    | 1:27       |
| раздельная гонка | Ротем Гафинович | 38:42.28 | 9     |            |

### Гимнастика

#### Спортивная гимнастика
Мужчины
Индивидуальные упражнения
| Соревнование | Спортсмены        |      |       | Финал                | Финал                |
| Соревнование | Спортсмены        | Очки | Место | Очки                 | Место                |
| ------------ | ----------------- | ---- | ----- | -------------------- | -------------------- |
|              | Александр Шатилов |      |       | Завершил выступление | Завершил выступление |
|              |                   |      |       | Завершил выступление |                      |

#### Художественная гимнастика
Женщины
| Соревнование              | Спортсмены  | Финал | Финал |
| Соревнование              | Спортсмены  | Очки  | Место |
| ------------------------- | ----------- | ----- | ----- |
| индивидуальное многоборье | Линой Ашрам | 84.7  | 2     |
| обруч                     | Линой Ашрам | 15.9  | 6     |
| мяч                       | Линой Ашрам | 22.5  | 1     |
| булава                    | Линой Ашрам | 22.7  | 1     |
| лента                     | Линой Ашрам | 21.1  | 2     |

#### Акробатика
Женщины
| Соревнование            | Спортсмены                         | Финал | Финал |
| Соревнование            | Спортсмены                         | Очки  | Место |
| ----------------------- | ---------------------------------- | ----- | ----- |
| Балансовые упражнения   | Ярин Овадия Ор Армони Цлиль Гурвиц | 28.26 | 4     |
| динамические упражнения | Ярин Овадия Ор Армони Цлиль Гурвиц | 28.00 | 4     |
| многоборье              | Ярин Овадия Ор Армони Цлиль Гурвиц | 28.96 | 4     |

### Дзюдо
Мужчины
| Категория | Спортсмены        | 1/32 финала        | 1/16 финала                 | 1/8 финала                   | Четвертьфинал          | Полуфинал             | Финал                      | Место  |
| Категория | Спортсмены        | Соперник Результат | Соперник Результат          | Соперник Результат           | Соперник Результат     | Соперник Результат    | Соперник Результат         | Место  |
| --------- | ----------------- | ------------------ | --------------------------- | ---------------------------- | ---------------------- | --------------------- | -------------------------- | ------ |
| до 60 кг  | Даниэль Бен Давид | не проводится      | Хоакин Гомис В 001:000      | Амиран Папинашвили П 000:010 | завершил выступление   | завершил выступление  | завершил выступление       | 9 — 16 |
| до 73 кг  | Тоар Бутбуль      | -                  | Хорхе Кано Гарсия В 010:000 | Билал Чилоглу В 001:000      | Томми Масиас П 000:011 | Турнир за 3-е место   | Турнир за 3-е место        | 5      |
| до 73 кг  | Тоар Бутбуль      | -                  | Хорхе Кано Гарсия В 010:000 | Билал Чилоглу В 001:000      | Томми Масиас П 000:011 | Денис Ярцев В 010:000 | Георгиос Азоидис П 001:011 | 5      |